# Peperomia dorstenioides
Peperomia dorstenioides är en pepparväxtart som beskrevs av Standley & Steyerm.. Peperomia dorstenioides ingår i släktet peperomior, och familjen pepparväxter. Inga underarter finns listade i Catalogue of Life.